# Аниара (поэма)
«Аниара» (швед. Aniara: en revy om människan i tid och rum) — фантастическая поэма шведского писателя Харри Мартинсона. Опубликована 13 октября 1956 года. Мартинсон вспоминал, что мысль написать поэму пришла к нему, когда он разглядывал в телескоп Туманность Андромеды.

## Сюжет
Насколько можно судить из главы 60, действие поэмы происходит в XL тысячелетии нашей эры, после глобального оледенения и нового потепления. После ядерной войны космический корабль «Аниара» покидает Землю, направляясь к (уже населённому людьми) Марсу. Но из-за сближения с астероидом (название которого намекает на Хиросиму) корабль меняет курс без возможности вернуться и отправляется в безвозвратное путешествие в глубины космоса. Название корабля взято от греческого слова аниарос — тягостный, печальный.
Рассказчик поэмы — мимороб, обслуживающий суперкомпьютер Миму (от греческого слова «мим» — подражатель). Каждый персонаж несёт в себе определенную символику, причём преобладают женские образы.
- Дорис (Дорида) символизирует земную плодовитость и женственность.
- Дейзи — танцовщица, возлюбленная главного героя.
- Либидель — главная жрица культа секса.
- Нобия — олицетворение совести, доброты и самопожертвования. О ней и об их жизни на Марсе рассказывает один из матросов.
- Изагель — математик, связана со знанием и истиной.
- Шефорк — диктатор, пытающийся захватить власть на корабле.
- Слепая поэтесса вспоминает погибший город Ринд.

Автор изобретает множество неологизмов, призванных передать техническую терминологию: психоперфокарта, гупта-матрицы, фоноглоб, использует имена собственные из многих земных языков.
Поэма включает 103 песни, которым присуще значительное ритмическое разнообразие: от рифмованных четверостиший, написанных ямбом, до гекзаметра, напевов рун «Калевалы» и модных песенок.

Суровый космос возвращает нас
к забытым ритуалам и обрядам,
явлениям доголдонских времен.
И вот четыре аниарских веры:
культ лона, и зазывные йургини,
и общество хихикающих терок,
и та, с колоколами и распятьем, -
явились в космос, требуют местечка
у вечности, в чудовищных пустынях.
А я, служитель Мимы, мимароб,
ответственный за крах людских иллюзий,
всех разместить обязан в склепе Мимы,
всех согласить: кумиров и богов,
обрядовые танцы, пантомимы,
и выкрики, и звон колоколов (песнь 35).
Поэму делят на четыре части:
- песни 2-29. Заканчиваются смертью Мимы. «Когда фотонотурбом был взорван мегаполис Дорисбург», Мима не выносит этого и умирает.
- Песни 30-68 — попытки восстановить Миму. После гибели Мимы на корабле возникают разнообразные религиозные секты.
- Песни 69-80 — воспоминания о жизни на Земле. Рассказчик вспоминает свою молодость в Карелии.
- Песни 81-101 — последний этап. Персонажи умирают один за другим.

Поэма завершается глубоко пессимистично: после 24 лет полёта все пассажиры умирают, но «огромный саркофаг» корабля продолжает нестись сквозь пространство.

## Культурное влияние
- Поэма переведена на датский, немецкий, английский, финский, итальянский и русский языки.
- Оперу «Аниара» (1959) написал Карл Биргер Блумдаль.
- Название «Флот Аньяры» встречается в романе американского писателя-фантаста В. Винджа «Пламя над бездной».
- Сюжет книги был взят за основу при написании альбома The Great Escape шведской прогрессив-метал группы Seventh Wonder.
- Сюжет книги был взят за основу при написании альбома Silver Horizon (2015) финской melodic-death-metal группы Diablo.
- В 2018 году снят фильм «Аниара»[англ.], в основу которого положена поэма. Производство фильма — совместно Швеция и Дания. Премьера состоялась 7 сентября 2018 года.

## Публикации
- Мартинсон Х. Аниара. / Перевод со шведского И. Бочкаревой. // Избранное. М., Радуга. 1984. С.77-154.

## Исследования
- Мацевич И. Предисловие. // Мартинсон Х. Избранное. М., 1984.
- Рецензия Б. А. Ерхова Архивная копия от 16 января 2008 на Wayback Machine  (недоступная ссылка с 11-03-2014 [4026 дней])
- Aniara — Harry Martinson Архивная копия от 15 марта 2008 на Wayback Machine
- Aniara: On a Space Epic and its Author  (недоступная ссылка с 11-03-2014 [4026 дней])